# Stazione di Bosa Marina
La stazione di Bosa Marina è una stazione ferroviaria presente nella frazione di Bosa Marina (comune di Bosa), dal 1995 capolinea della ferrovia per Macomer, utilizzata esclusivamente per i servizi turistici legati al Trenino Verde.

## Storia

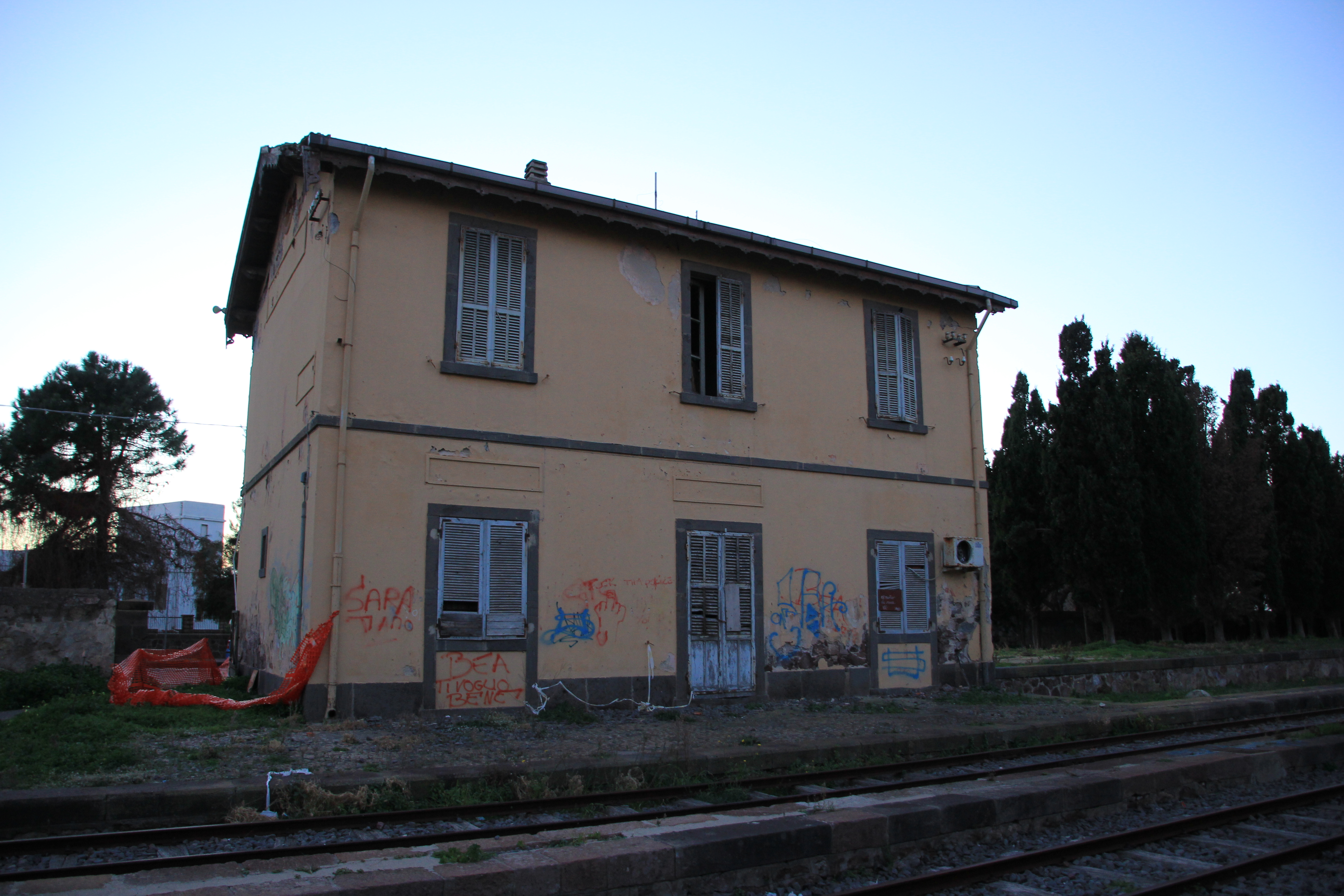
Il fabbricato viaggiatori dello scalo, in uso sino al 1981

L'impianto nacque negli anni dieci del Novecento ad opera delle Strade Ferrate Secondarie della Sardegna, realizzatore e primo gestore della ferrovia, che in quella stessa epoca aveva realizzato una variante di tracciato nella parte bosana del percorso della linea (aperta nel 1915) che avrebbe raggiunto la frazione balneare del comune, nelle cui vicinanze era posta anche una cava di pietra (separata dai binari dal Temo).
Successivamente lo scalo passò alla gestione delle Ferrovie Complementari della Sardegna nel 1921, continuando la sua attività sino al 14 giugno 1981, data in cui la Macomer-Bosa fu chiusa per le cattive condizioni dell'armamento ferroviario, salvo poi riaprire l'anno successivo nella sola porzione tra Macomer e Tresnuraghes, non comprendente la stazione che cessò quindi l'attività.

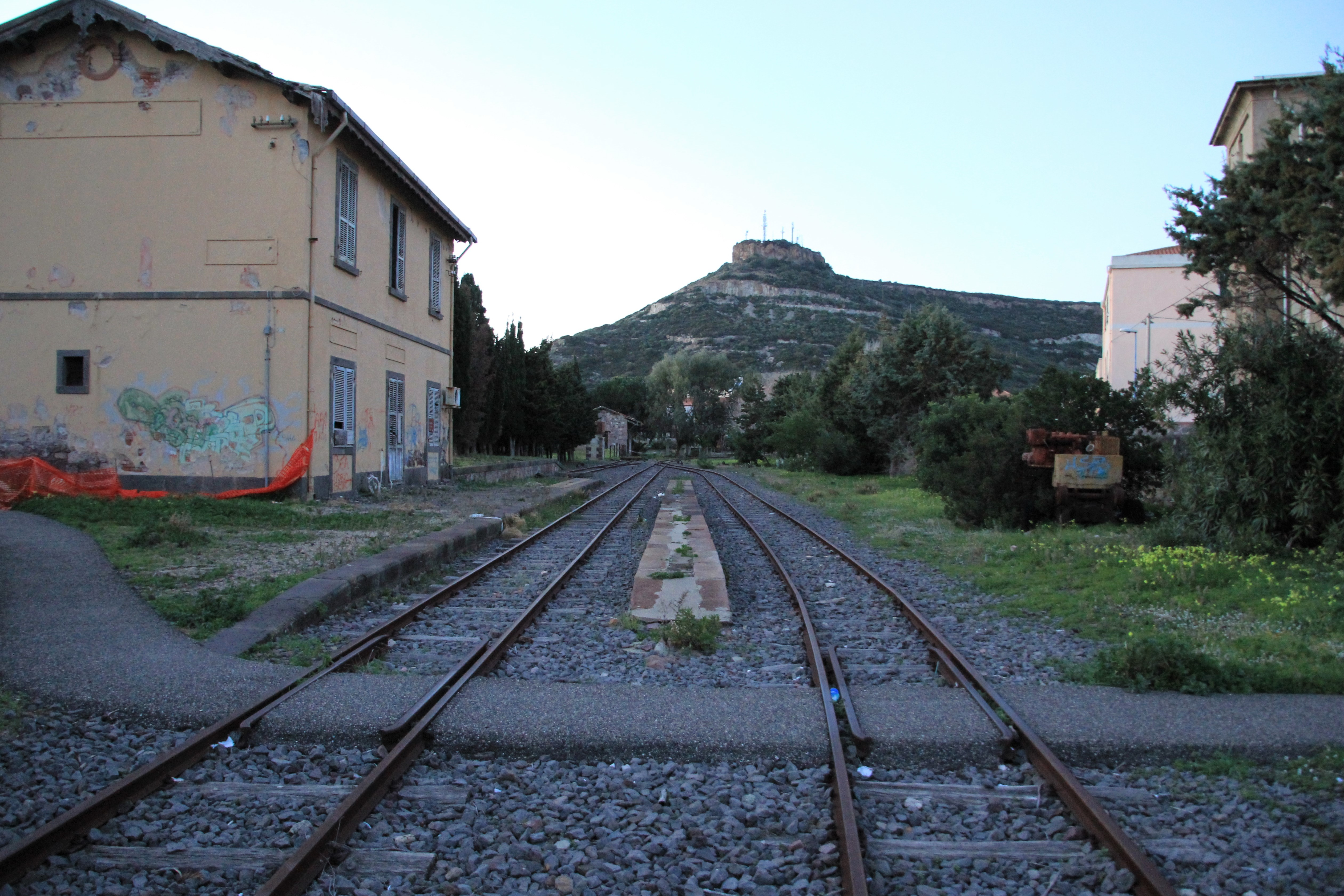
Vista dei binari verso il vecchio capolinea di Bosa: la stazione fu chiusa dal 1981 al 1995 e alla riapertura della ferrovia ne divenne il nuovo scalo terminale

Nel decennio successivo le Ferrovie della Sardegna (dal 1989 gestore delle linee ex FCS) portarono avanti un progetto di riapertura del tracciato soppresso, sebbene destinato all'utilizzo esclusivo per il servizio turistico aziendale, il Trenino Verde, il tutto con finanziamenti comunitari e dell'ESIT. Tuttavia la condizione del tratto finale del sedime, posto a ridosso della foce del Temo su un terreno soggetto a fenomeni di cedimento, fece sì che il tracciato tra Bosa Marina e Bosa non venisse ripristinato trasformando la stazione nel nuovo capolinea della ferrovia. Il 10 maggio 1995 si registrò la riapertura della Tresnuraghes-Bosa Marina e della stazione (ristrutturata nell'occasione). L'impianto da allora viene utilizzato per i viaggi turistici del Trenino Verde, effettuati principalmente in periodo estivo, e dal 2010 è gestito dall'ARST.

## Strutture e impianti

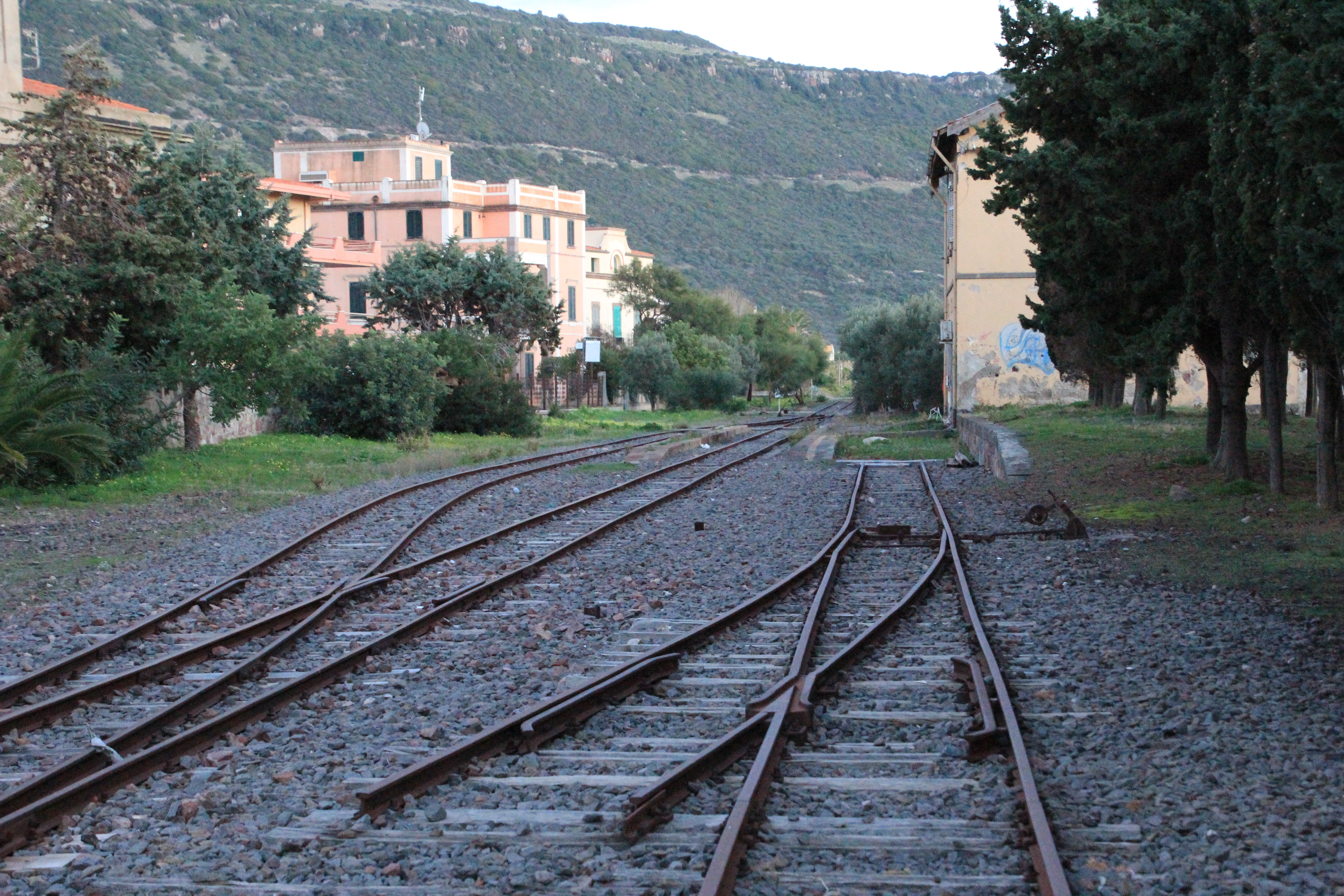
Il fascio binari della vecchia area passeggeri, con da sinistra il binario di incrocio, quello di corsa ed il dismesso tronchino merci, con in primo piano lo scambio di accesso interrotto

La stazione nacque con caratteristiche di scalo passante, salvo poi diventare impianto terminale al momento della sua riapertura nel 1995. La configurazione del piazzale ferroviario comprende due binari a scartamento ridotto (950 mm), di cui il primo di corsa ed il secondo di incrocio, a cui si aggiungeva in passato un tronchino, ancora in posa ma isolato dalla linea, che serviva il dismesso scalo merci dell'impianto, comprendente anche un piano caricatore attiguo al fabbricato viaggiatori e un magazzino posto nella parte più a nord dell'impianto dotato di un ulteriore piano di carico. Lo stesso tronchino è affiancato anche da un rifornitore idrico a cisterna e conduce alla piattaforma girevole della stazione. Da segnalare inoltre come in passato poco oltre il passaggio a livello sulla via Cristoforo Colombo (non più esistente dopo lo smantellamento del tratto finale di ferrovia) era posto un raccordo (comprendente anche un binario di incrocio) che serviva l'area adibita all'epoca a molo lungo la foce del Temo.
Per quanto riguarda gli edifici la stazione è dotata di un fabbricato viaggiatori in disuso, con sviluppo su due piani a pianta rettangolare, avente tetto a falde e tre ingressi sul lato binari. Tuttavia dalla riattivazione dell'impianto i treni si attestano all'altezza dell'asse estremo della stazione e della ferrovia, posto poco prima dell'ex passaggio a livello sulla via Colombo dinanzi alla ex casa cantoniera trentadue, ristrutturata e utilizzata in passato come centro di informazioni turistiche ed in seguito per altre attività legate al turismo.

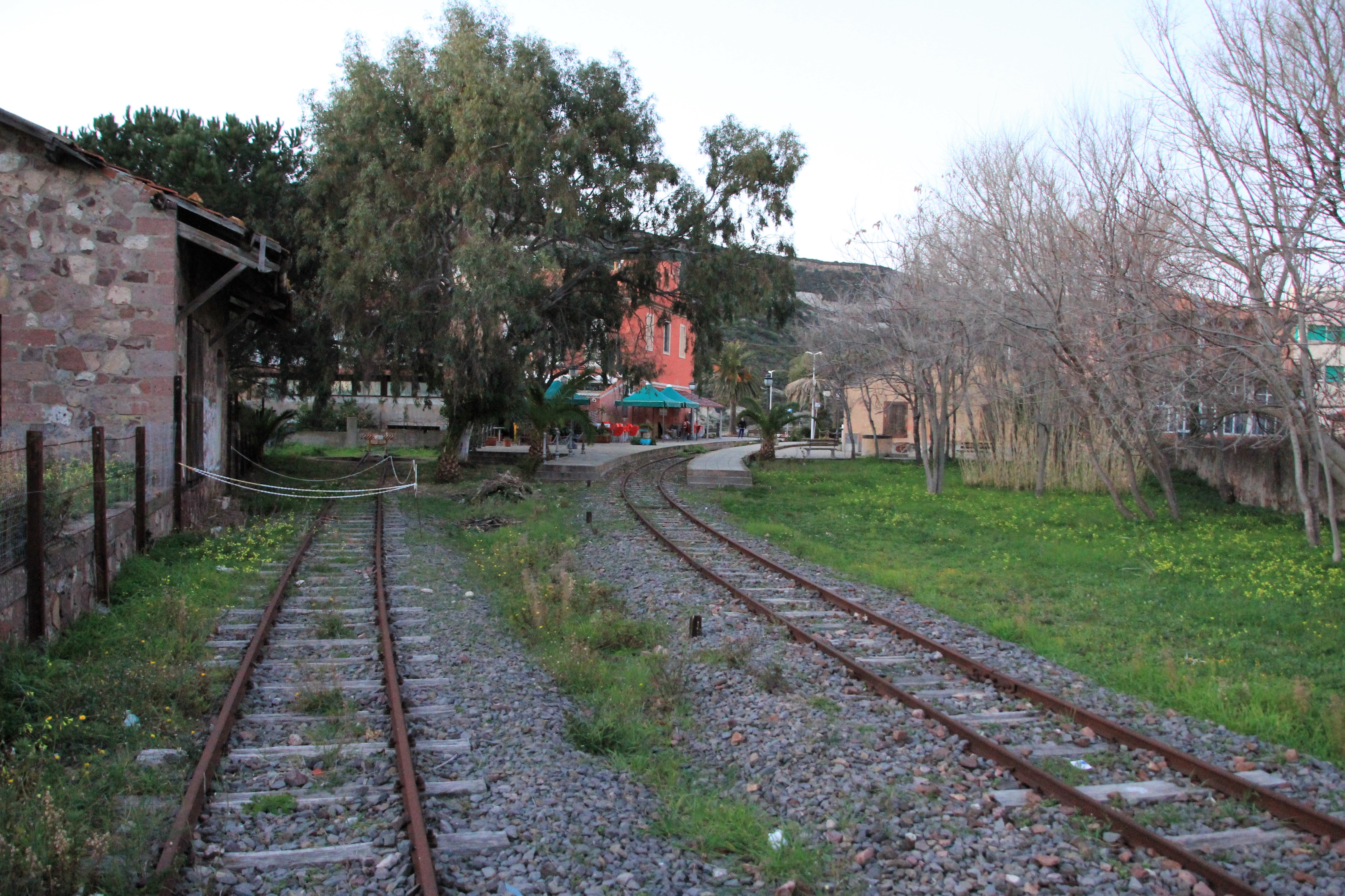
A destra il terminal passeggeri utilizzato dalla riapertura della stazione nel 1995, sulla sinistra il magazzino merci ed il relativo tronchino, entrambi dismessi

## Movimento
L'impianto dal maggio 1995 è utilizzato esclusivamente per le relazioni turistiche del Trenino Verde, effettuate a partire dal 2010 a cura dell'ARST, di cui la stazione è uno degli scali capolinea. Oltre allo svolgimento delle corse effettuate su richiesta dei turisti la stazione è attiva nel periodo compreso tra la primavera e l'autunno in cui vengono espletate relazioni "a calendario".

## Servizi
Nella cantoniera trentadue è ospitato un punto informazioni del Trenino Verde, dinanzi all'edificio è posto anche un bar. Il fabbricato viaggiatori nel periodo in cui fu utilizzato ospitò invece una sala d'attesa per i passeggeri ed una biglietteria.
- Ufficio informazioni turistiche
- Bar